# Mapa en relieve

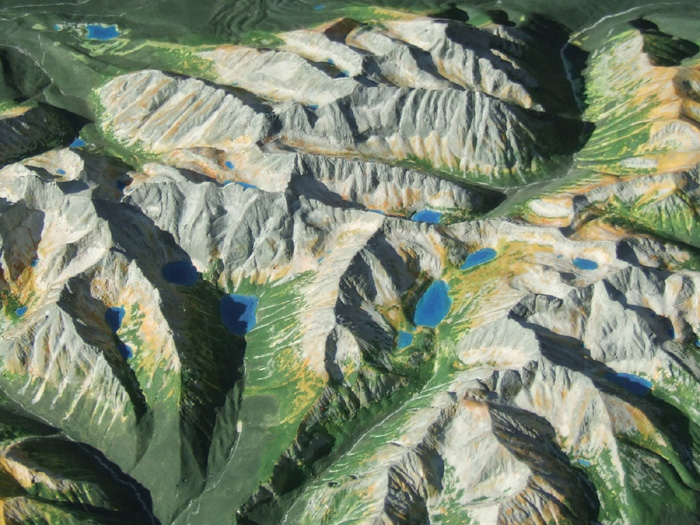
Mapa en relieve de la región del Alto Tatra hecho a mano con escala 1:50.000

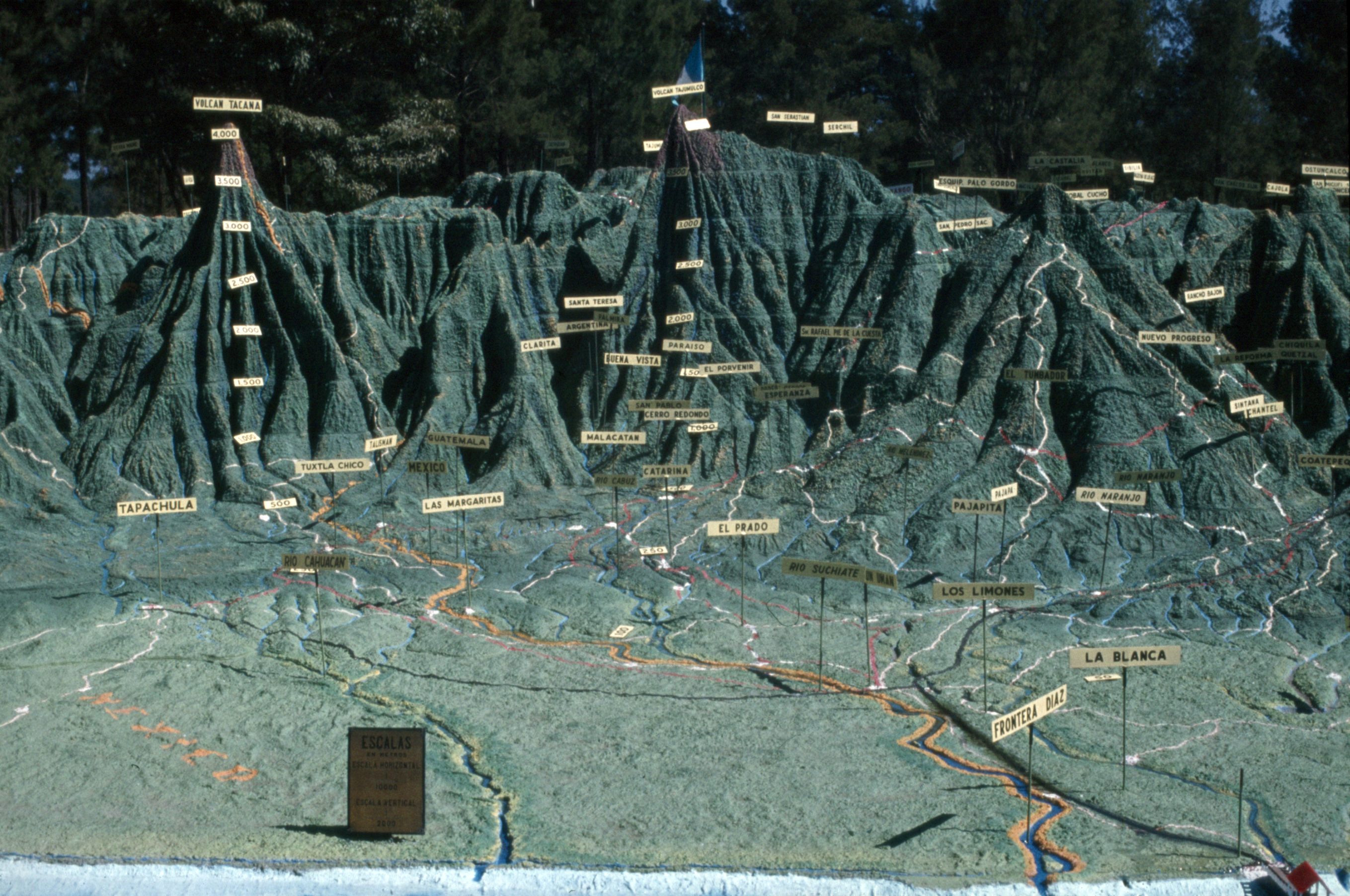
Mapa en Relieve de Guatemala ubicado en la Ciudad de Guatemala.

Un mapa en relieve (también conocido como modelo de terreno) es una representación tridimensional, generalmente de terreno, materializada como un artefacto físico. Cuando se representa un terreno, la dimensión vertical generalmente se exagera por un factor entre 5 y 10 para facilitar el reconocimiento visual de las características del terreno. 

## Construcción
Hay varias formas de crear un mapa en relieve. Cada método tiene ventajas y desventajas con respecto a la precisión, el precio y la facilidad relativa de creación.

### Apilamiento de capas
Comenzando con un mapa topográfico, se cortan capas sucesivas de algún material de hoja, con bordes siguiendo las curvas de nivel en el mapa. Estos pueden ensamblarse en una pila para obtener una aproximación aproximada del terreno. Este método se usa comúnmente como base para modelos arquitectónicos, y generalmente se realiza sin exageración vertical . Para los modelos de accidentes geográficos, la pila se puede suavizar rellenando con algún material. Este modelo se puede usar directamente o, para mayor durabilidad, se puede fabricar un molde a partir de él. Este molde se puede usar para producir un modelo de yeso.

### Mapas plásticos formados al vacío
Una combinación de control numérico computarizado (CNC) que genera un modelo maestro, y copias moldeadas en vacío a partir de esto, puede ser utilizada para producir rápidamente mapas en relieve de forma masiva. La técnica de formación de vacío, inventada en 1947 por el Servicio Cartográfico del Ejército de Estados Unidos, utiliza láminas de plástico formadas al vacío y calor para aumentar la tasa de producción de estos mapas. Para hacer los mapas de plástico formados al vacío, primero se crea un modelo maestro hecho de resina u otros materiales con una fresadora guiada por computadora usando un modelo de terreno digital. Luego se funde un molde de reproducción usando el molde principal y un material resistente al calor y la presión. Los orificios finos se colocan en el molde de reproducción para que el aire pueda eliminarse posteriormente mediante vacío. A continuación, se aplica una lámina de plástico al molde para que sean herméticos y se coloca un calentador sobre el plástico durante aproximadamente 10 segundos. El vacío se aplica para eliminar el aire restante. Después de dejar que el plástico se enfríe, se puede quitar y el terreno está completo. Después de este paso, se puede superponer o imprimir un mapa de color sobre las bases que se crearon para hacerlo realista.
Los mapas de plástico formados al vacío tienen muchas ventajas y desventajas. Se pueden producir rápidamente, lo que puede ser beneficioso en tiempos de guerra o desastre. Sin embargo, la precisión de ciertos puntos en todo el modelo puede variar. Los puntos que tocan primero el molde son los más precisos, mientras que los puntos que tocan el molde por última vez pueden abultarse y distorsionarse levemente. Además, la efectividad de este método de construcción particular varía según el terreno representado. No son buenos para representar formas de tierra de bordes afilados como altas cadenas montañosas o las áreas urbanas.

### Impresión 3D
Otro método que se está generalizando es el uso de la impresión 3D. Con el rápido desarrollo de esta tecnología, su uso se está volviendo cada vez más económico. Para crear un mapa en relieve con una impresora 3D, los modelos digitales del terreno se procesan en un modelo tridimensional de computadora, que luego se puede enviar a una impresora 3D. La mayoría de las impresoras 3D de consumo extruyen capa por capa de plástico para crear un objeto 3D. Sin embargo, si se necesita un mapa para usos comerciales y profesionales, se pueden usar impresoras de gama alta. Estas impresoras 3D utilizan una combinación de polvos, resinas e incluso metales para crear modelos de mayor calidad. Después de que se crea el modelo, se puede agregar color para mostrar las diferentes características de cobertura de la tierra, proporcionando una vista más realista del área. Algunos beneficios del uso de un modelo impreso en 3D incluyen la tecnología y los modelos digitales del terreno que son más prevalentes y fáciles de encontrar, y que son más fáciles de entender que un mapa topográfico típico.

## Aplicaciones no geográficas
Para las funciones matemáticas apropiadas y especialmente para ciertos tipos de exposiciones estadísticas, se puede construir un modelo similar como una ayuda para entender una función o como una ayuda para estudiar los datos estadísticos.